# Diplopia
Diplopia (widzenie zdwojone, podwójne widzenie) - zaburzenie widzenia stereoskopowego objawiające się widzeniem podwójnych obrazów przedmiotów, które może być powodowane zaburzeniami działania ośrodkowego układu nerwowego lub porażeniem ośrodków motorycznych oka. Obrazy mogą być przesunięte względem siebie w poziomie, lub pionie.
Diplopia bywa objawem działania substancji odurzających, skutkiem ubocznym niektórych leków, jak również różnego rodzaju chorób, jak np. stwardnienie rozsiane, miastenii, czy zapalenia mózgu von Economo.
Dwojenie może być jednooczne (występuje jedynie przy jednym oku otwartym), które może być spowodowane zaćmą, astygmatyzmem, czy zwichnięciem soczewki  lub dwuoczne (znika, gdy jedno oko jest zamknięte), które najczęściej wskazuje na rozkojarzenie osi widzenia.

## Rozpoznanie
Diplopia jest diagnozowana głównie na podstawie informacji uzyskanych od pacjenta. Lekarze mogą korzystać z badań krwi celu wykrycia cukrzycy lub nadczynności tarczycy, badań fizykalnych podczas których ocenia się ruchomość gałek ocznych, czy 3-stopniowy test Parka, pozwalający ocenić skojarzenie ruchów w różnych pozycjach. Kolejnym punktem diagnozowania może być badanie topografii rogówki, czy mierzenie głębokości osadzenia gałek ocznych celem zbadania wytrzeszczu. Z pomocą tomografii komputerowej (CT) lub rezonansu magnetycznego (MRI) można wykryć choroby oczodołu, oraz ośrodkowego układu nerwowego.

## Leczenie
Leczenie jest przyczynowe. Pacjenci z jednooczną diplopią powinni zostać poddani ocenie pod kątem ewentualnej operacji zaćmy, a ich wady refrakcji powinny zostać skorygowane. Pacjenci z podwójnym widzeniem obuocznym, u których występują objawy, powinni być leczeni za pomocą pryzmatów w okularach. Zaklejenie jednej soczewki w okularach, czy zasłonięcie jednego oka może wyeliminować podwójne widzenie, a plaster można usunąć po wyleczeniu nerwu. W bardziej nasilonych przypadkach można zastosować leczenie operacyjne. W przypadku obrzęku lub stanu zapalnego nerwu lub wokół niego stosuje się kortykosteroidy.